# François Niney
Pour les articles homonymes, voir Niney (homonymie).
François Niney est un philosophe, critique de cinéma et documentariste français.

## Biographie
Il est le fils de Lucien et Édith Niney.
Philosophe de formation, ancien collaborateur des Cahiers du cinéma, il enseigne l'esthétique du cinéma à l'université Sorbonne-Nouvelle, l'École normale supérieure – PSL, et la Femis. Il est également réalisateur de documentaires pour Arte.
Il est le père de l'acteur Pierre Niney (né en 1989).

## Filmographie
- 1998 : La Clef des songes
- 2006 : Marcel Ophüls, paroles et musique (édité en DVD avec Veillées d'armes de Marcel Ophüls, Arte édition)[3].